# Acropora microphthalma
Acropora microphthalma is een rifkoralensoort uit de familie van de Acroporidae. De wetenschappelijke naam van de soort is voor het eerst geldig gepubliceerd in 1859 door Verrill.